# La Dame au petit chien (Labiche)
Pour les articles homonymes, voir La Dame au petit chien.
La Dame au petit chien est une comédie-vaudeville en 1 acte d'Eugène Labiche, représentée pour la 1re fois à Paris au Théâtre du Palais-Royal le 6 février 1863.
- Collaborateur Dumoustier.
- Editions Dentu.

## Distribution
| Acteurs et actrices ayant créé les rôles |                   |
| Personnage                               | Acteur ou actrice |
| Roquefavour                              | M. Priston        |
| Defontenage                              | Lhéritier         |
| Joseph                                   | M. Fitzelier      |
| Ernestine, femme de Defontenage          | Mme Théric        |
| Julie, femme de chambre                  | Mme Marie Protat  |
| Un commissionnaire                       | M. Ferdinand      |